# کمیسیون فدرال ارتباطات
کمیسیون ارتباطات فدرال (به انگلیسی: Federal Communications Commission) (به شکل مخفف: FCC) یک آژانس مستقل دولت ایالات متحده است که در سال ۱۹۳۴ توسط کنگره ایالات متحده آمریکا تأسیس شده‌است و اعضای عالی آن توسط رئیس‌جمهور ایالات متحده آمریکا منصوب می‌شوند. مهم‌ترین وظایف FCC شش مورد به شرح زیر هستند:
- پهنای باند
- رقابت
- فرکانس رادیویی
- رسانه
- امنیت اجتماعی
- امنیت داخلی

این سازمان هم‌اکنون در حال تغییرات است.
این سازمان طی لایحه ارتباطات 1934 برای جایگزین کردن وظایف مقررات رادیویی کمیسیون ارتباطات رادیویی فدرال ایجادشد و مقررات ارتباطات سیمی را از کمیسیون تجارت بین ایالتی تحویل گرفت. حوزه قدرت کمیسیون ارتباطات فدرال تمامی ۵۰ ایالت آمریکا، واشینگتن، دی. سی. و بخش‌های سیاسی دیگر ایالات متحده آمریکا (سایر متصرفات) است.

## ساختار سازمانی
کمیسیون ارتباطات فدرال توسط ۵ عضو اداره می‌شود. این اعضا برای یک دوره ۵ ساله توسط رئیس‌جمهور ایالات متحده آمریکا انتخاب می‌شوند و توسط سنا تأیید می‌شوند. یکی از این ۵ نفر نیز توسط رئیس‌جمهور به عنوان عضو ارشد و رئیس کمیسیون انتخاب می‌شود. بر اساس قوانین ارتباطات، فقط سه نفر از این ۵ نفر می‌توانند عضو یک حزب باشند و هیچ‌یک از اعضا نمی‌توانند در فعالیت‌های تجاری مرتبط با کمیسیون، دخالت مالی داشته باشند.

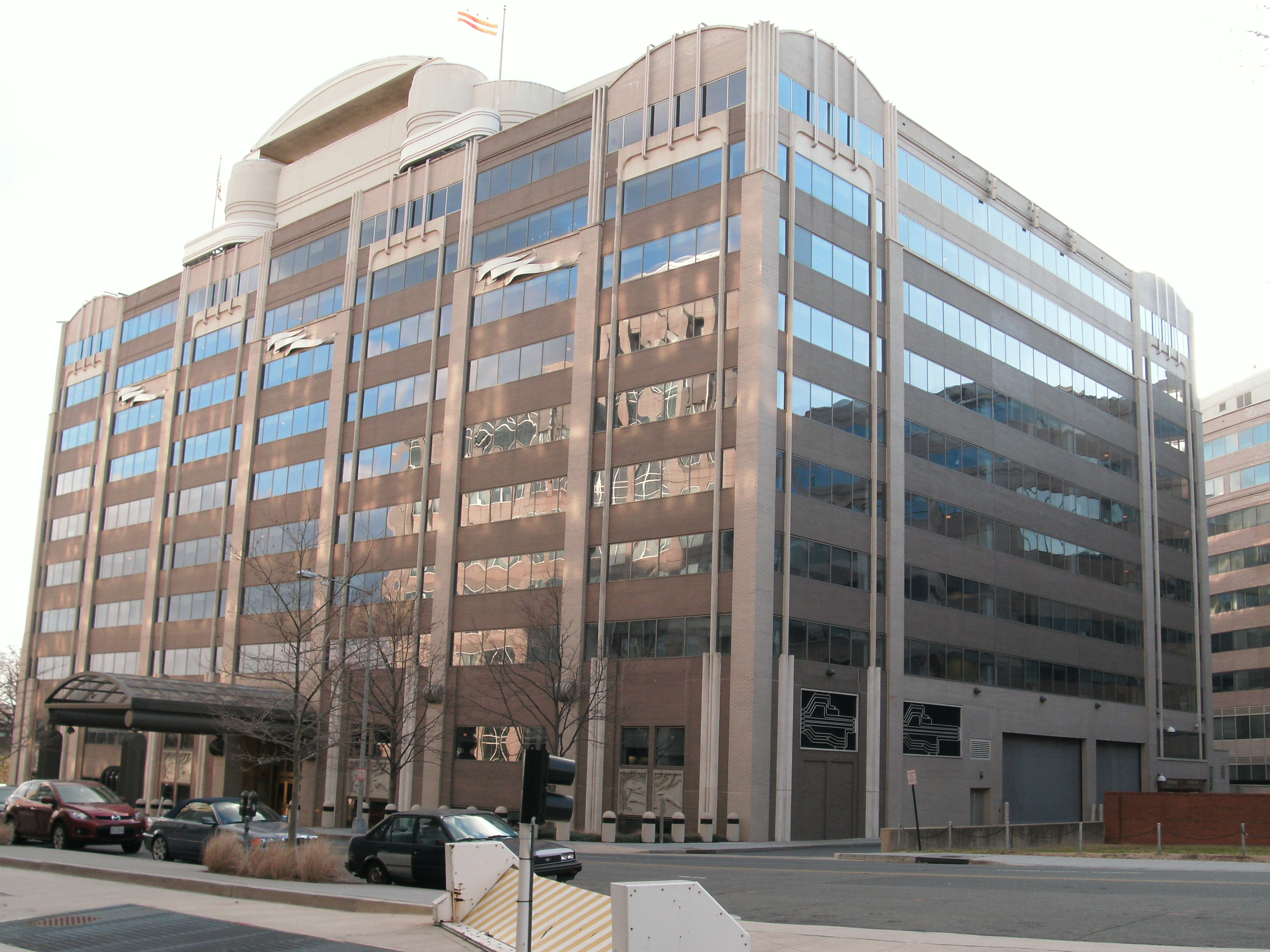
دفتر مرکزی کمیسیون ارتباطات فدرال در واشینگتن، دی. سی.